# Монтерони-ди-Лечче
Монтерони-ди-Лечче (итал. Monteroni di Lecce) — коммуна в Италии, располагается в регионе Апулия, в провинции Лечче.
Население составляет 13 677 человек (2008 г.), плотность населения составляет 854 чел./км². Занимает площадь 16 км². Почтовый индекс — 73047. Телефонный код — 0832.
Покровителем населённого пункта считается святой sant’Antonio di Padova.

## Демография
Динамика населения:

## Администрация коммуны
- Официальный сайт: http://www.comune.monteroni.le.it